# Valbona (Cermoño)
Valbona es una aldea española de la parroquia de Cermoño, perteneciente al municipio de Salas, en la comunidad autónoma de Asturias.

## Historia
Hacia mediados del siglo XIX, el lugar pertenecía a la parroquia de Ovanes del municipio de Salas. Aparece descrito en el tercer volumen del Diccionario geográfico-estadístico-histórico de España y sus posesiones de Ultramar de Pascual Madoz con las siguientes palabras:

BALBONA: l. en la prov. de Oviedo, ayunt. de Salas y felig. de Sta. Maria de Ovanes (V.).
(Madoz, 1846, p. 321)

En 2023, la entidad singular de población de Valbona, ahora perteneciente a la parroquia de Cermoño, tenía empadronados 6 habitantes, todos ellos en diseminado.